# British Hard Court Championships 1976
Il British Hard Court Championships 1976 è stato un torneo di tennis giocato sulla terra rossa. È stata la 9ª edizione del torneo, che faceva parte del Commercial Union Assurance Grand Prix 1976 per il maschile e dei Tornei di tennis femminili indipendenti nel 1976 per la parte femminile. Si è giocato a Bournemouth in Gran Bretagna dal 10 al 16 maggio 1976.

## Campioni

### Singolare maschile
Wojciech Fibak ha battuto in finale  Manuel Orantes con il punteggio di 6–2, 7–9, 6–2, 6–2

### Doppio maschile
Wojciech Fibak /  Fred McNair hanno battuto in finale  Juan Gisbert /  Manuel Orantes con il punteggio di 4–6, 7–5, 7–5

### Singolare femminile
Helga Niessen Masthoff ha battuto in finale  Sue Barker con il punteggio di 5–7, 6–3, 6–3

### Doppio femminile
Delina Ann Boshoff /  Ilana Kloss hanno battuto in finale  Lesley Charles /  Sue Mappin con il punteggio di 6–3, 6–2